# Salvador (Brasile)
Salvador è una città del Brasile, capitale dello Stato di Bahia, parte della mesoregione Metropolitana de Salvador e della microregione di Salvador.
Fondata dai portoghesi come São Salvador da Bahia de Todos os Santos, è oggi ufficialmente chiamata soltanto Salvador. Viene chiamata dai suoi abitanti anche solamente Bahia, dicitura, quest'ultima, che è stata poi utilizzata per dare il nome all'intero Stato di cui Salvador è la capitale. Spesso, fuori dal Brasile, viene chiamata anche Salvador da Bahia. Salvador è la quinta città più popolosa del Brasile, dopo San Paolo, Rio de Janeiro, Brasilia e Fortaleza, ed è la seconda (dopo Fortaleza) tra quelle della regione del Nordeste.

## Geografia fisica

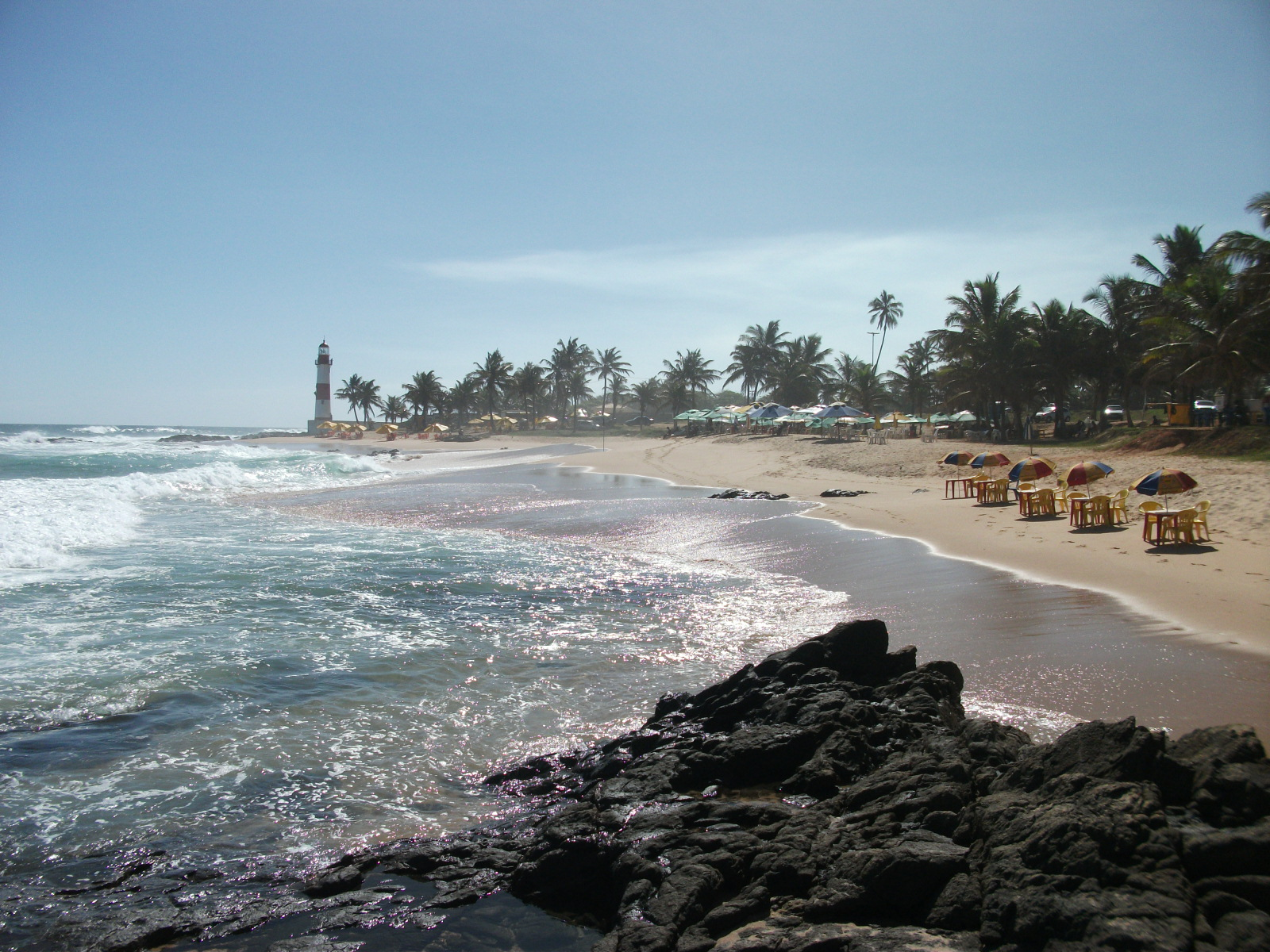
Spiaggia di Itapuã, Salvador.
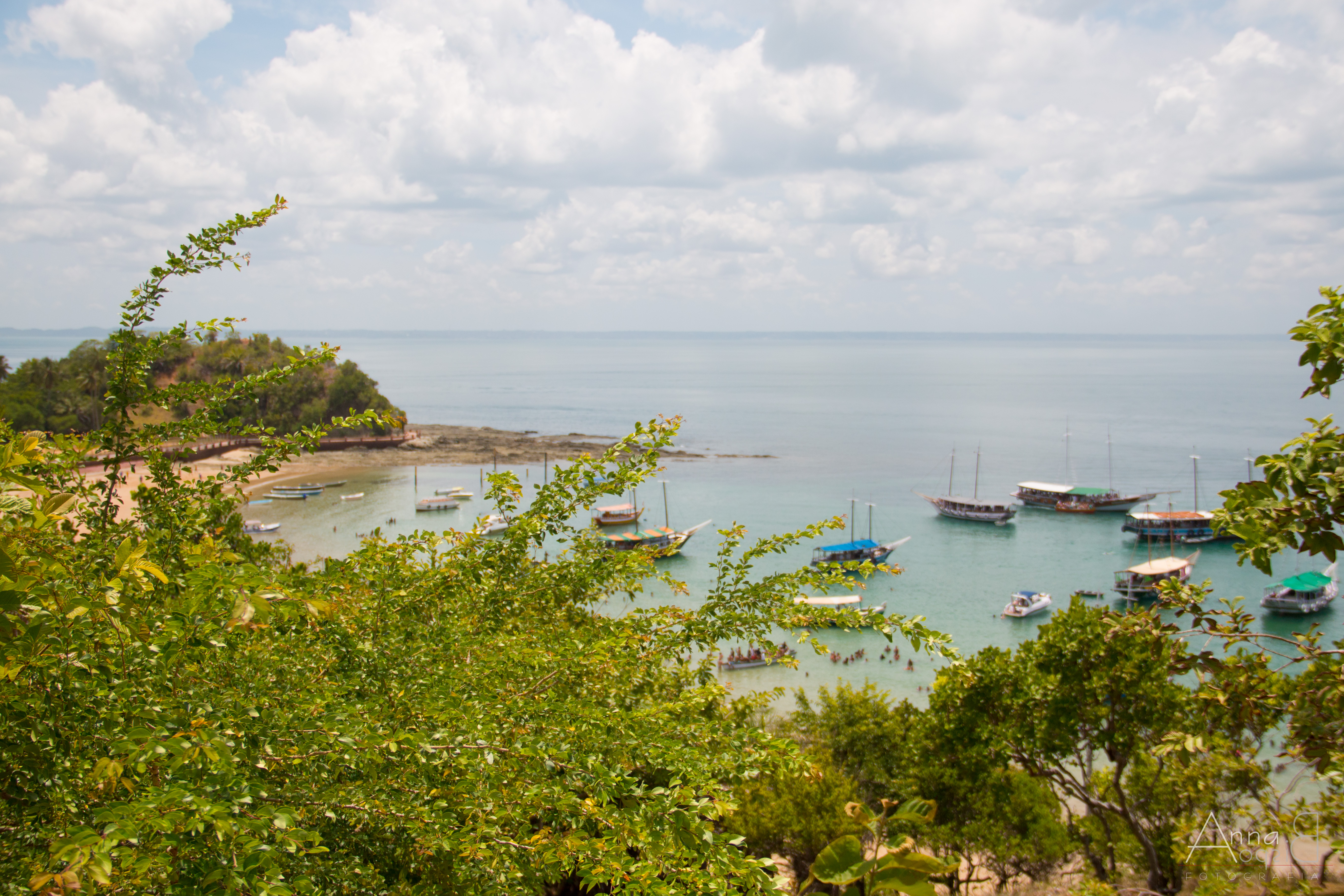
Ilha dos Frades
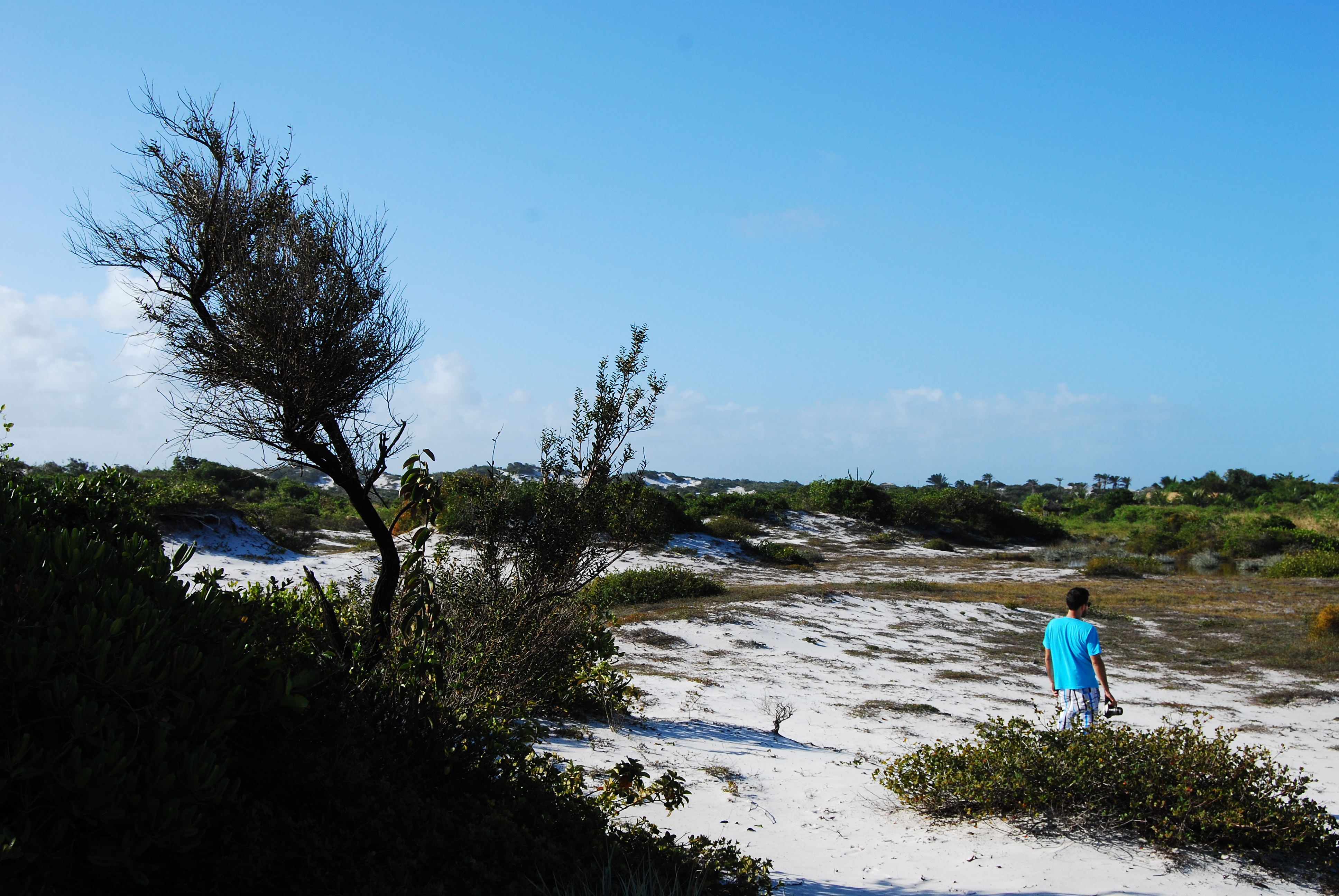
Parco delle dune, Salvador

### Territorio
Salvador si trova sulle coste dell'oceano Atlantico e le sue coste si alternano da sabbiose a rocciose. La terraferma è prevalentemente pianeggiante perciò è una zona molto edificabile. Ma non bisogna illudersi perché lo Stato Baiano è percorso dal terribile sertão, un immenso deserto secco tipicamente brasiliano.
Nel sertão l'eccezione la fa il Parque Nacional da Chapada Diamantina, un'oasi di boschi e montagne con percorsi d'acqua e cascate emozionanti.
I residenti di Salvador vengono chiamati soteropolitani, dalla versione greca del nome Salvador (Salvatore), vale a dire Soteropolis, traducibile letteralmente come "città del Salvatore".

### Clima
Il clima a Salvador è tropicale, caratterizzato dalle frequenti ma brevi precipitazioni; il caldo è costante. Il record di temperatura è di 37 gradi, il minimo raggiunto di 15 gradi.
In inverno le temperature si abbassano mediamente di un paio di gradi rispetto all'estate.
| Parametri climatici medi di Salvador de Bahía | Parametri climatici medi di Salvador de Bahía | Parametri climatici medi di Salvador de Bahía | Parametri climatici medi di Salvador de Bahía | Parametri climatici medi di Salvador de Bahía | Parametri climatici medi di Salvador de Bahía | Parametri climatici medi di Salvador de Bahía | Parametri climatici medi di Salvador de Bahía | Parametri climatici medi di Salvador de Bahía | Parametri climatici medi di Salvador de Bahía | Parametri climatici medi di Salvador de Bahía | Parametri climatici medi di Salvador de Bahía | Parametri climatici medi di Salvador de Bahía | Parametri climatici medi di Salvador de Bahía |
| Mese                                          | Gen                                           | Feb                                           | Mar                                           | Apr                                           | Mag                                           | Giu                                           | Lug                                           | Ago                                           | Set                                           | Ott                                           | Nov                                           | Dic                                           | Anno                                          |
| --------------------------------------------- | --------------------------------------------- | --------------------------------------------- | --------------------------------------------- | --------------------------------------------- | --------------------------------------------- | --------------------------------------------- | --------------------------------------------- | --------------------------------------------- | --------------------------------------------- | --------------------------------------------- | --------------------------------------------- | --------------------------------------------- | --------------------------------------------- |
| Temperatura massima media (°C)                | 30                                            | 30                                            | 30                                            | 30                                            | 29                                            | 28                                            | 27                                            | 27                                            | 28                                            | 28                                            | 29                                            | 30                                            | 29                                            |
| Temperatura media (°C)                        | 27                                            | 27                                            | 27                                            | 27                                            | 26                                            | 25                                            | 25                                            | 25                                            | 25                                            | 26                                            | 26                                            | 27                                            | 26                                            |
| Temperatura minima media (°C)                 | 23                                            | 24                                            | 24                                            | 23                                            | 23                                            | 22                                            | 21                                            | 21                                            | 22                                            | 22                                            | 23                                            | 23                                            | 23                                            |
| Giorni di pioggia                             | 11                                            | 13                                            | 15                                            | 20                                            | 21                                            | 21                                            | 21                                            | 19                                            | 17                                            | 14                                            | 14                                            | 13                                            | 199                                           |
| Fonte:                                        |                                               |                                               |                                               |                                               |                                               |                                               |                                               |                                               |                                               |                                               |                                               |                                               |                                               |

## Storia

### I primi contatti con gli europei

Acquerello di artista anonimo risalente all'inizio del XVIII secolo che rappresenta la città vista dal Forte de Nossa Senhora do Monte do Carmo o Forte do Barbalho.

L'area dell'attuale Salvador era abitata dai Tapuio, che vennero cacciati, intorno al X-XI secolo, dai Tupi. All'arrivo dei primi europei, agli inizi del XVI secolo, il principale gruppo Tupi nella regione di Salvador era costituito da Tupinamba.
La spedizione della Seconda Armata d'India al comando di Pedro Álvares Cabral sbarcò probabilmente a sud della Baia di Ognissanti. Circa un anno dopo, una seconda spedizione portoghese guidata da Gonçalo Coelho, che vedeva anche la partecipazione di Amerigo Vespucci, approdò il 1º novembre 1501 sul sito dell'attuale Salvador. In quell'occasione l'insenatura dove gettarono l'ancora venne chiamata con il suo nome attuale di "Baia di Ognissanti", dal nome della chiesa fiorentina della sua famiglia (San Salvatore in Ognissanti) e della festività di Tutti i Santi, celebrata nel giorno della scoperta.
Tuttavia la prima presenza europea a carattere stabile risale al 1509 o 1510, con il naufragio di una nave francese, tra i cui membri dell'equipaggio figurava anche Diogo Álvares (in seguito noto con il nome di Caramuru). Questo personaggio avrebbe avuto un ruolo di grande rilievo nella fase iniziale della colonizzazione di Bahia, fungendo da intermediario tra le popolazioni locali Tupinamba e le spedizioni europee nella regione. Nel 1534 venne edificata la cappella di Nossa Senhora da Graça, su iniziativa di Diogo Álvares e della sua consorte, Catarina Paraguaçu. Sul sito di questa primitiva struttura, oggi scomparsa, venne edificato il complesso dell'Igreja e Abadia de Nossa Senhora da Graça, nell'odierno quartiere Graça di Salvador.
Nel 1535 giunse nella regione di Bahia il primo capitano donatario portoghese, Francisco Pereira Coutinho, il quale era stato investito della Capitaneria della Baía de Todos os Santos da re Giovanni III del Portogallo. Coutinho fondò l'insediamento di Arraial do Pereira il 20 novembre 1536, nei pressi dell'odierna Ladeira da Barra. Questo villaggio, dodici anni dopo, all'epoca della fondazione ufficiale della città di Salvador, assunse il nome di Vila Velha.
Le popolazioni indigene che abitavano nella regione mal sopportavano Pereira Coutinho a causa della sua prepotenza e dei suoi atti di violenza. Una rivolta organizzata dalle popolazioni indigene costrinse Coutinho a rifugiarsi a Porto Seguro con Diogo Álvares. Nel viaggio di ritorno verso Salvador, incontrarono una forte tempesta che li fece naufragare sull'isola di Itaparica. I Tupinamba catturarono i membri dell'equipaggio e Francisco Pereira Coutinho fu ucciso e divorato in un banchetto antropofagico, mentre Diogo Álvares venne liberato.

### Fondazione e periodo coloniale

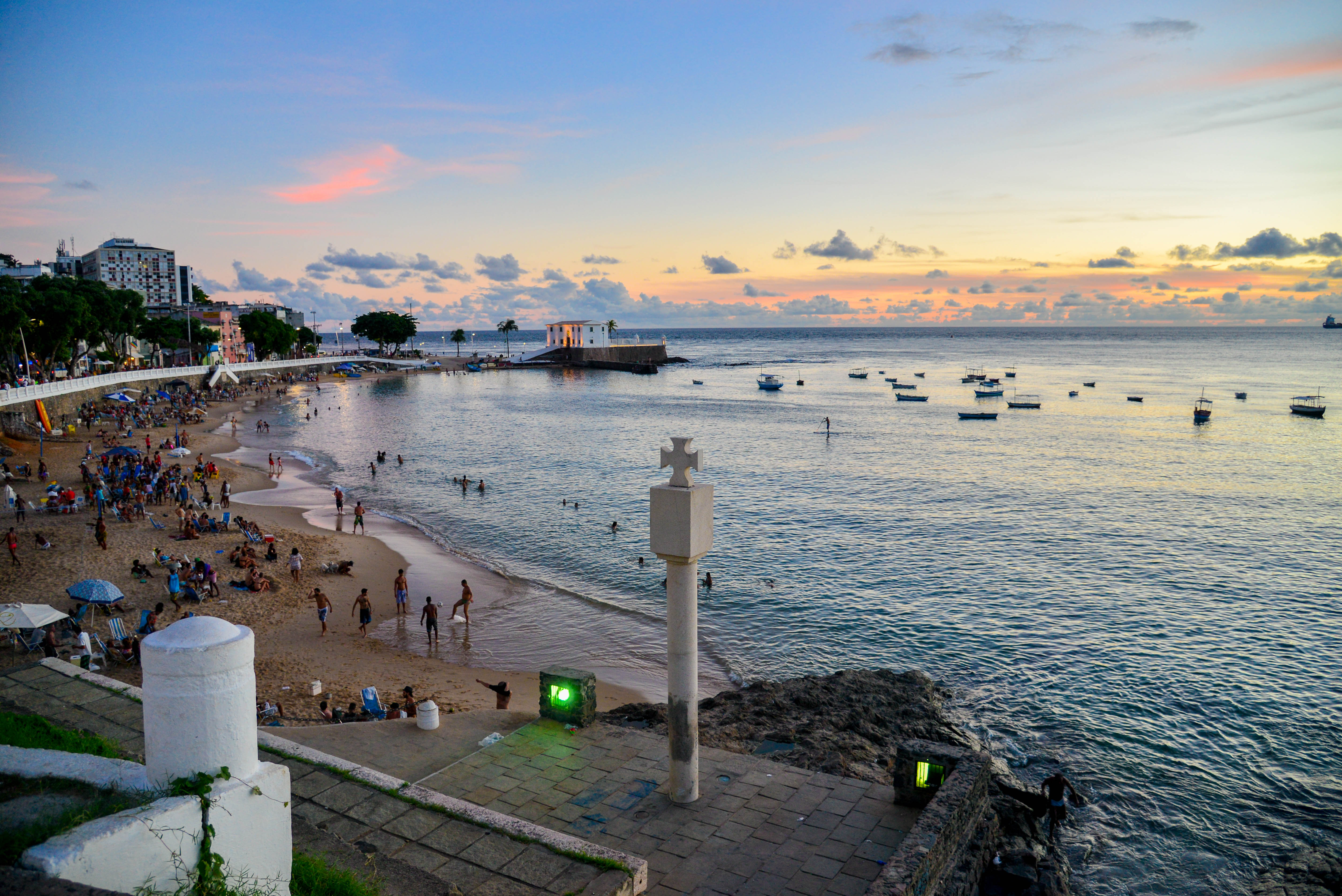
Monumento commemorativo della fondazione di Salvador, in località Porto da Barra, inaugurato nel 1952 e realizzato da João Fragoso. Sullo sfondo al centro il Forte de Santa Maria, costruito a partire dal 1614, assumendo il suo aspetto attuale nel 1696.

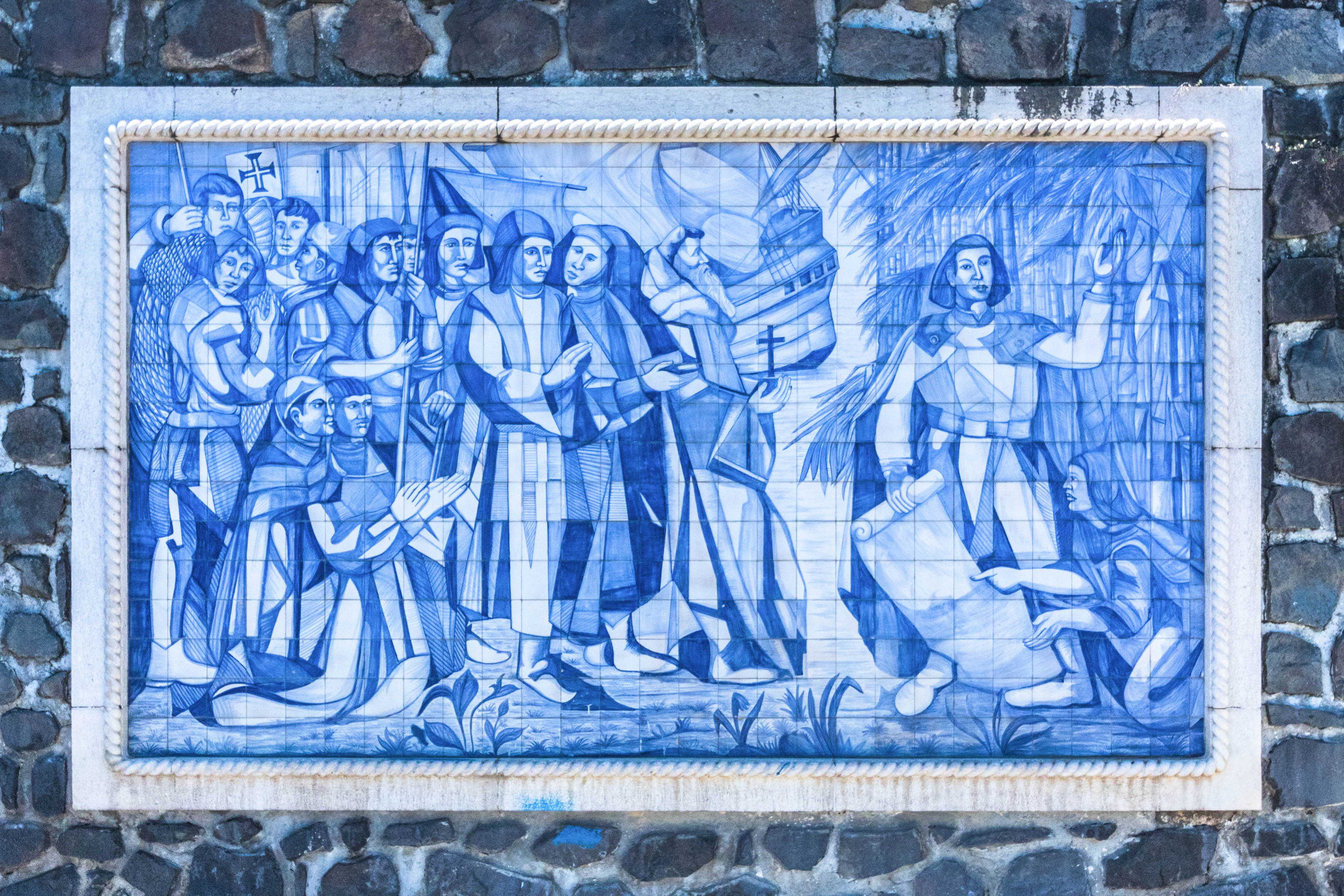
Pannello commemorativo

Il 29 marzo del 1549 approdò, nei pressi della Ponta do Padrão, nell'attuale quartiere della Barra, una spedizione portoghese guidata da Tomé de Sousa. Il gruppo aveva l'ordine di fondare un insediamento fortificato nell'area, che avrebbe dovuto avere il nome di São Salvador. L'insediamento avrebbe dovuto inoltre assumere le funzioni di capitale della Colonia del Brasile, con Tomé de Sousa quale primo governatore. La spedizione comprendeva circa trecentoventi individui stipendiati con mansioni amministrative, tra questi il primo medico del Brasile, Jorge Valadares e il primo farmacista, Diogo de Castro; circa seicento soldati; un gruppo composito comprendente individui di varia estrazione sociale (da fidalgos a degredados); diversi gesuiti, tra cui spiccano le figure di Manuel da Nóbrega, João de Azpilcueta Navarro e Leonardo Nunes. La spedizione comprendeva un numero molto esiguo di donne, e la scarsità di donne europee sarebbe stata un aspetto comune nel Brasile coloniale.

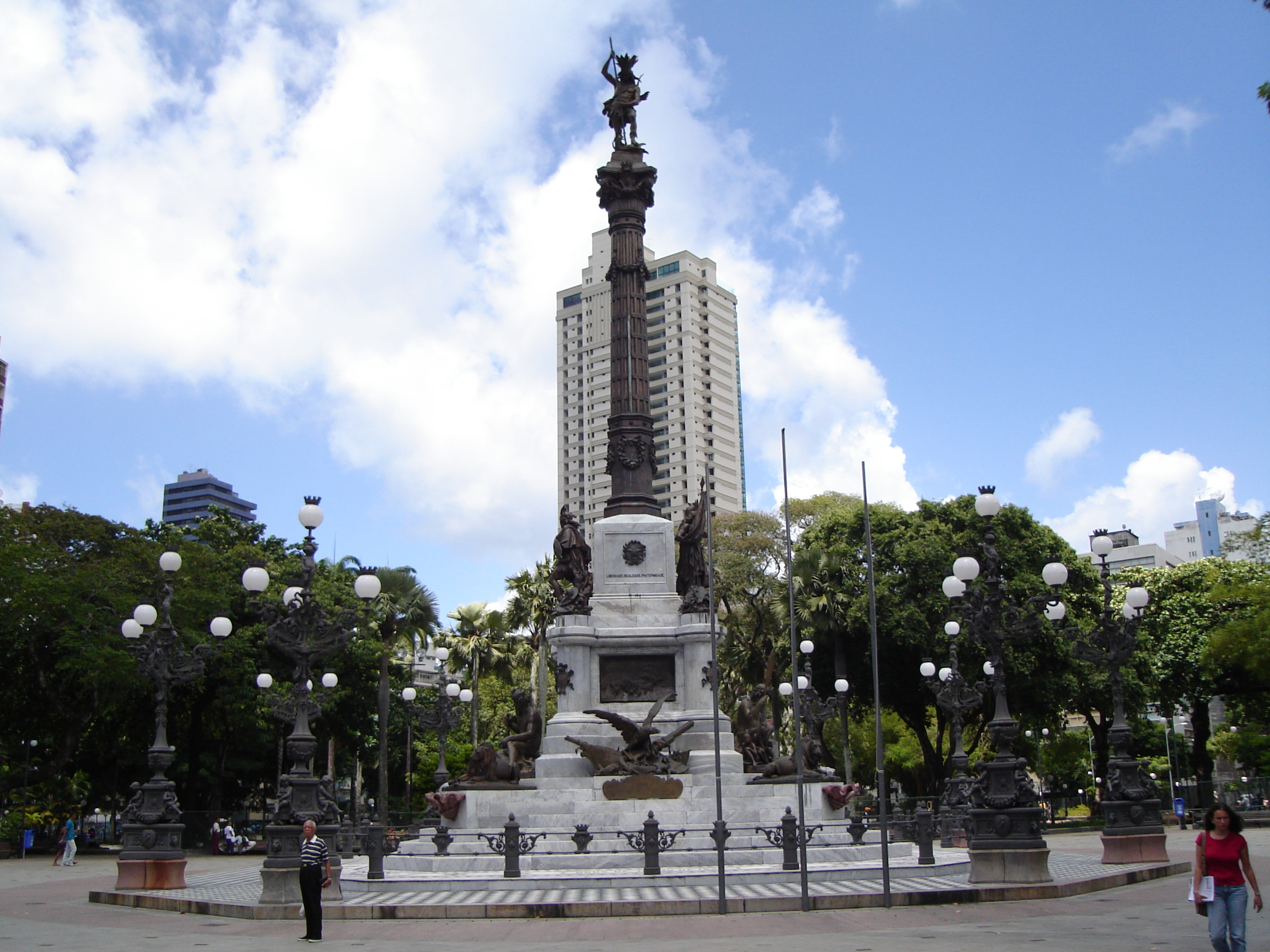
Il monumento agli eroi dell'indipendenza baiana, posto al centro del Largo do Campo Grande. Inaugurato il 2 luglio 1895, fu realizzato dallo scultore Carlo Nicoli.

L'ammiraglio olandese Piet Hein conquistò e saccheggiò la città nel 1624. Salvador rimase sotto il controllo della Repubblica delle Sette Province Unite fino alla sua riconquista nel maggio del 1625 da parte di una flotta ispano-portoghese. Salvador rimase nelle mani dell'Impero spagnolo (che controllava anche i possedimenti portoghesi in virtù dell'Unione Iberica) nonostante due successivi tentativi della Repubblica, insediata nel Nordest del Brasile (Brasile olandese), di riprenderne il controllo. Entrambe le spedizioni, guidate da Giovanni Maurizio di Nassau-Siegen, terminarono con la sconfitta olandese (prima e seconda battaglia di Salvador de Bahia).
Salvador fu la prima capitale brasiliana e uno dei suoi principali porti. La città rimase dal XVI sino al XIX secolo uno dei centri principali della tratta degli schiavi nelle Americhe, e si stima che vi furono sbarcati 1 500 000 africani, destinati a varie attività economiche nella colonia del Brasile. Nonostante il divieto di importare schiavi in Brasile approvato nel 1850 (Lei Eusébio de Queirós), tale tratta continuò in maniera clandestina sino alla definitiva abolizione della schiavitù nel 1888 con la Lei Áurea. La popolazione di origine africana a Bahia e a Salvador, sia in condizione di schiavitù che libera, fu molto significativa, esercitando un'influenza notevole sulla società e sulla cultura locale. Il francese Guy Le Gentil de La Barbinais, che visitò Bahia nel 1717, stimò un numero di circa 25 000 africani sbarcati annualmente a Salvador, a fronte di una popolazione locale in condizione di schiavitù di circa 15 000 persone. Di contro, il viceré Vasco Fernandes César de Meneses, nella sua corrispondenza con il re del Portogallo, stimò il numero di schiavi arrivati a Salvador nel quadriennio 1720-1724 intorno a 13 000 individui (tale conteggio tuttavia includeva solamente schiavi provenienti dalla Costa da Mina nel Golfo di Guinea). La popolazione totale di Salvador si aggirava intorno alle 21 000 unità nel 1706, raggiungendo le 37 000 unità nel 1757.
Salvador rimase capitale fino al 1763, quando venne sostituita da Rio de Janeiro. Nel 1798 la città fu il teatro della cosiddetta Revolta dos Alfaiates o Conjuração Baiana, una sollevazione popolare a carattere republicano, independentista e antischiavista. La rivolta venne repressa dalle autorità e si concluse con decine di arresti e con l'esecuzione di quattro esponenti di spicco.
Un evento chiave nella storia del Brasile fu il trasferimento della corte portoghese nella colonia in seguito all'invasione francese del Portogallo. La flotta, che comprendeva imbarcazioni portoghesi scortate da navi britanniche, giunse a Salvador il 22 gennaio del 1808. Lo sbarco della famiglia reale si ebbe il 24 gennaio. Il 28 gennaio venne promulgato da parte del principe reggente Giovanni il Decreto de Abertura dos Portos às Nações Amigas, che prevedeva il libero accesso a scopi commerciali delle navi di nazioni amiche ai porti brasiliani, ponendo fine al cosiddetto Pacto Colonial fino ad allora in vigore. L'approvazione di tale misura ebbe importanti conseguenze economiche per il Brasile. I benefici per Salvador derivanti dalla presenza della corte non furono tuttavia solo in ambito economico. Grazie alle richieste del medico José Correia Picanço, il 18 febbraio 1808 il principe Giovanni approvò l'istituzione della prima facoltà di medicina del Brasile, l'Escola de Cirurgia da Bahia, antesignana dell'odierna Faculdade de Medicina da Bahia da Universidade Federal da Bahia.
Nel 1810 Marcos de Noronha e Brito venne nominato governatore di Bahia, mantenendo tale incarico sino al 1818. Sotto il suo governo la città di Salvador vide l'apertura di scuole, l'istituzione della prima biblioteca pubblica, la creazione del primo periodico (l'Idade d'Ouro do Brazil, attivo dal 1811 al 1823), la conclusione della costruzione del Teatro São João.
Salvador rimase sotto il controllo portoghese fino al 1823. La battaglia di Pirajá (8 novembre 1822), combattuta nella località di Cabrito-Campinas-Pirajá a nord-est della città, vide le forze indipendentiste del generale Pierre Labatut, coadiuvato da José de Barros Falcão de Lacerda, respingere i tentativi portoghesi, sotto il comando di Inácio Luís Madeira de Melo, di rompere il blocco via terra. Nell'aprile del 1823 giunse a supporto delle forze indipendentiste una forza navale comandanta da Thomas Cochrane. Un tentativo della marina portoghese, sotto il comando di João Félix Pereira de Campos, di rompere il blocco navale (battaglia del 4 maggio) non ottenne risultati significativi. Le forze portoghesi abbandonarono la città di Salvador tra l'1 e il 2 luglio 1823. Il 2 luglio fecero ingresso in città le forze indipendentiste. L'indipendenza del Brasile sarebbe stata riconosciuta nel 1825. Il 2 luglio è nello Stato di Bahia un giorno festivo (Dia da Independência da Bahia o Dois de Julho) e gli eventi storici che portarono all'indipendenza vengono celebrati a Salvador con il Desfile do Dois de Julho, corteo che si snoda nelle vie cittadine partendo da Largo da Lapinha fino a raggiungere Campo Grande o Praça Dois de Julho.

### Periodo imperiale
Nel gennaio del 1835 Salvador fu teatro della cosiddetta rivolta dei Malê, schiavi africani di religione musulmana. La rivolta venne soffocata tra il 24 ed il 25 gennaio. Tra i partecipanti o sospetti partecipanti della rivolta, quattro vennero fucilati, altri vennero esiliati o subirono brutali flagellazioni. La sollevazione, pur fallimentare, contribuì all'indebolimento della schiavitù in Brasile, che tuttavia sarebbe stata abolita solo nel 1888 con la Lei Áurea.

### Salvador nel XX secolo
Il 10 gennaio 1912 Salvador fu bombardata dalle forze governative nel contesto delle lotte che opposero l'oligarchia provinciale al governo federale della República Velha. L'evento causò gravi danni a diversi edifici storici, tra i quali l'antico palazzo del governo, ovvero Palazzo Rio Branco e la Biblioteca Pública, fondata nel 1811, sede dell'Arquivo Público do Estado da Bahia. Al bombardamento seguirono scontri in strada, nelle zone di Praça Castro Alves, di Praça Municipal e del Ginásio Baiano. Il bombardamento e i successivi combattimenti, oltre a causare diverse vittime, determinarono inoltre la distruzione di una quantità di documenti e libri storici custoditi nell'archivio.
Salvador attraversò una fase di stagnazione durante i primi quattro decenni del XX secolo. Il suo limitato sviluppo economico fu dovuto alle industrie del cacao e al commercio con le regioni del Recôncavo baiano. Nonostante Salvador fosse stata ancora nel 1890 la seconda città del Brasile per popolazione e la quarta in ordine di tempo a dotarsi di una rete telefonica, nel 1940 venne superata per numero di abitanti da San Paolo e Recife. In quei cinquanta anni la popolazione ebbe un aumento modesto, intorno all'1% annuo. Solo un numero limitato di industrie venne aperto dopo il 1920, giacché in quel periodo si affermò con forza la supremazia economica delle regioni del Sud-est e del Sud. Salvador rimase il più importante snodo commerciale della regione, ma poche attività imprenditoriali nuove vi vennero intraprese finché, sul finire degli anni quaranta, si ebbe un notevole sviluppo ad opera della Petrobras. Nel 1939 un'agenzia petrolifera governativa rilevò la presenza di petrolio nell'area bahiana. Di lì a poco, con il pozzo Lobato, si ebbe l'avvio dell'attività estrattiva e nel 1941 vi erano quattro pozzi attivi che producevano 230 barili al giorno.
I censimenti del 1940 e del 1950 rivelano un declino nel numero delle persone impiegate nell'industria a Salvador: nel 1940 vi erano 10 832 occupati (3,7%) nell'industria e 9 716 occupati nel settore commerciale; nel 1950, queste cifre erano di 13 682 (3,3%) e 14 279 (3,4%). La popolazione totale di Salvador ammontava a 290 443 persone nel 1940, mentre nel 1950 contava 417 235 abitanti.
La città rimase pressoché immutata dal punto di vista demografico tra il 1920 e il 1940. La crescita sostanziale avutasi tra il 1940 e il 1950 fu per il 57% determinata da immigrazione interna dalle aree dell'entroterra. Analogamente l'aumento avutosi tra il 1950 e il 1960 è attribuibile per il 64% a immigrazione interna. La gran parte di coloro che si spostarono a Salvador proveniva infatti da aree rurali situate in prossimità della città.

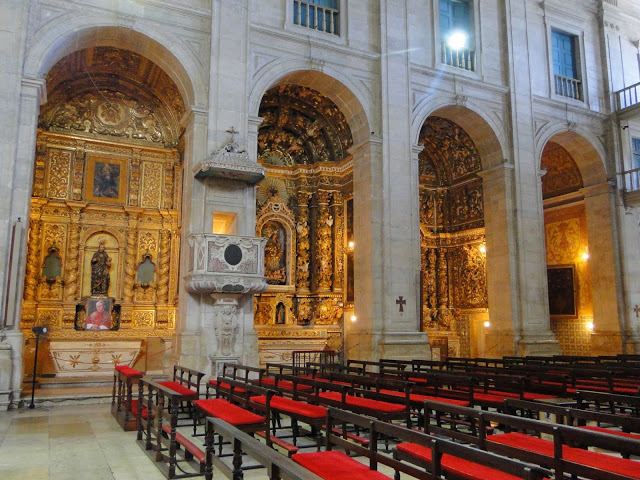
Interno della Cattedrale di Salvador.

A loro volta Salvador e la sua regione tra il 1940 e il 1960 furono caratterizzate da fenomeni di emigrazione verso gli Stati più ricchi e dinamici del Sud-est e del Sud. Nel decennio 1940-50 l'emigrazione superò le 100.000 unità, superando addirittura quota 600 000 (l'11,4% della popolazione totale dello Stato) nel decennio 1950-60. Un fattore esplicativo di tali flussi è da rintracciare nel completamento della Rodovia BR-116 (Rio-Bahia) avutosi nel 1949. Convogli di autocarri iniziarono a compiere viaggi dal Nord-est alle regioni meridionali del Brasile, recando lavoratori da impiegare nell'edilizia e nell'industria. L'avvio della coltivazione intensiva della canna da zucchero nel Nord-est aveva determinato la smobilitazione di una numerosa massa di lavoratori agricoli.

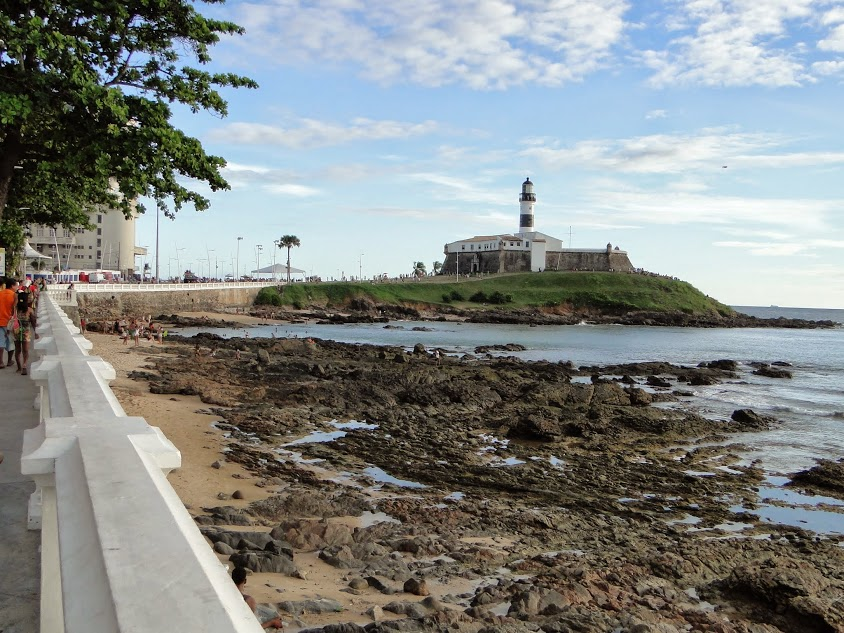
Farol da Barra, situato all'estremità della Ponta de Santo Antônio. La costruzione attuale, inserita all'interno del Forte di Santo Antonio da Barra, risale al 1839.

Il porto e i mercati di Salvador rimasero peraltro centri economici di rilievo nella regione. La Compagnia di Navigazione Costiera operava sulla rotta tra Salvador e Rio. Il tabacco e il cacao del Recôncavo Baiano passavano per il porto di Salvador. Fabbriche di sigari erano attive a São Félix e Maragogipe e la fabbrica Aliança (risalente al 1892) a Santo Amaro lavorava la canna da zucchero. Le società commerciali britanniche Stevenson e Duder avevano sedi a Salvador ed erano impegnate principalmente nell'esportazione di cacao. La Duder disponeva inoltre di una moderna flotta per la caccia alla balena e di un impianto per la lavorazione dell'olio di balena a Salvador. La Duder & Brother venne creata nel 1900, la F. Stevenson & Co. Ltda nel 1895 e la società svizzera Hugo Kaufman & Cia. nel 1908. Tutte queste società erano operanti nella esportazione di cacao. Vi erano anche grandi produttori locali di cacao, quali Correa Ribeiro e Barreto de Araújo, che prosperarono negli anni precedenti alla crisi del 1929. L'importante mulino della Moinho da Bahia S/A venne edificato nel 1923. Un'indagine del 1924 affermava che vi erano inoltre 24 impianti per la lavorazione dello zucchero nello Stato di Bahia, che producevano un totale di 30.000 tonnellate metriche l'anno. In quello stesso periodo il grande complesso industriale Aliança di Santo Amaro iniziò a produrre alcool per uso industriale, grazie anche ai sussidi federali. La Companhia de Bebidas Leão do Norte iniziò a produrre il vino da tavola Jurubeba Leão do Norte negli anni venti.
Pierre Verger scrisse che, nel 1946, la quasi totalità del trasporto era ancora svolto via mare, vista l'assenza di vie di comunicazione di terra adeguate. La rodovia Feira de Santana era poco più che una striscia di terra battuta, utilizzata per condurre il bestiame destinato al macello municipale di Retiro (costruito nel 1912), alla periferia di Salvador.
Fino al 1929, Salvador disponeva di due distinti sistemi di linee tranviarie: quelle del Municipio nella Città Bassa e la linea circolare di Eduardo Guinle nella Città Alta. Nel maggio del 1929 esse furono unificate sotto l'egida del conglomerato statunitense Electric Bond and Share Company, che diede luogo alla Companhia Linha Circular. La sussidiaria della Electric Bond and Share, la American and Foreign Power Company, aveva già ottenuto, nel 1927, la concessione per fornire energia elettrica a dieci stati del Brasile, compreso quello di Bahia.
Nel 1930 si verificarono proteste contro la compagnia a causa della mediocre qualità del servizio tranviario e delle alte tariffe applicate. Tali proteste culminarono nell'incendio di circa 60 vetture. Nei venti anni seguenti si sarebbero verificati ancora, in maniera intermittente, proteste riguardanti i trasporti pubblici. Solamente nel 1955 la municipalità di Salvador iniziò a gestire il sistema del trasporto tranviario sostituendosi alla Electric Bond and Share Company. Nel 1959 il sistema tranviario nella Città Bassa venne infine rimpiazzato da uno filoviario con mezzi di fabbricazione Fiat. Vennero inoltre eliminati i tram nelle aree commerciali in espansione della Città Alta nel 1960. Con l'ondata di nazionalizzazioni promosse dal governo Goulart nel 1964 la presenza americana nei trasporti pubblici, nonché nei settori energetici e delle telecomunicazioni, sarebbe cessata.
L'Elevador Lacerda fu oggetto di restauro, acquistando la sua attuale conformazione in stile Art Déco. Fu inoltre potenziato, con la sostituzione delle due vecchie cabine con quattro di esse, in grado di trasportare ciascuna 27 persone. La nuova struttura fu inaugurata il 1º gennaio del 1930. Erano inoltre in funzione (fino al 1959) le cabine dell'elevador do Taboão, che trasportavano lavoratori nelle aree commerciali del centro della città. Si svilupparono in quello stesso periodo nuove zone commerciali, come quella situata nella Baixa dos Sapateiros e quella nell'Avenida Sete de Setembro. Anche alcune fabbriche di beni di consumo furono stabilite dopo gli anni venti: la Chandler, che produceva cioccolato, a Monte Serrat; l'impianto per la produzione di olio vegetale SANBRA, sorto a Lobato negli anni quaranta; le manifatture di sigari Souza Cruz e Leite e Alves, presenti a Monte Serrat e Bomfim; infine la torrefazione Café América a Pirajá. Intorno al 1960 sei impianti industriali erano operanti nella lavorazione del cacao nello Stato, di cui quattro situati a Salvador. Nel medesimo periodo fece il suo ingresso a Salvador la grande distribuzione, con i grandi magazzini della Mesbla e della Sloper. Il primo supermercato (Paes Mendonça) era stato aperto nel 1958.

## Monumenti e luoghi d'interesse
Famoso è l'Elevador Lacerda, ascensore costruito sul porto tra il 1869 e il 1873 su progetto dell'ingegner Lacerda; il Pelourinho, centro storico della città di Salvador e Patrimonio dell'Umanità.
- Pelourinho (quartiere storico, patrimonio dell'Umanità)
  - Cattedrale della Trasfigurazione del Signore
  - Chiesa e convento di San Francesco
  - Palazzo Rio Branco
  - Praça da Sé
- Elevador Lacerda
- Mercato Modelo
- Forte di Santo Antonio da Barra
- Chiesa di Nostro Signore di Bonfim
- Palazzo degli Sport

## Società

### Religione

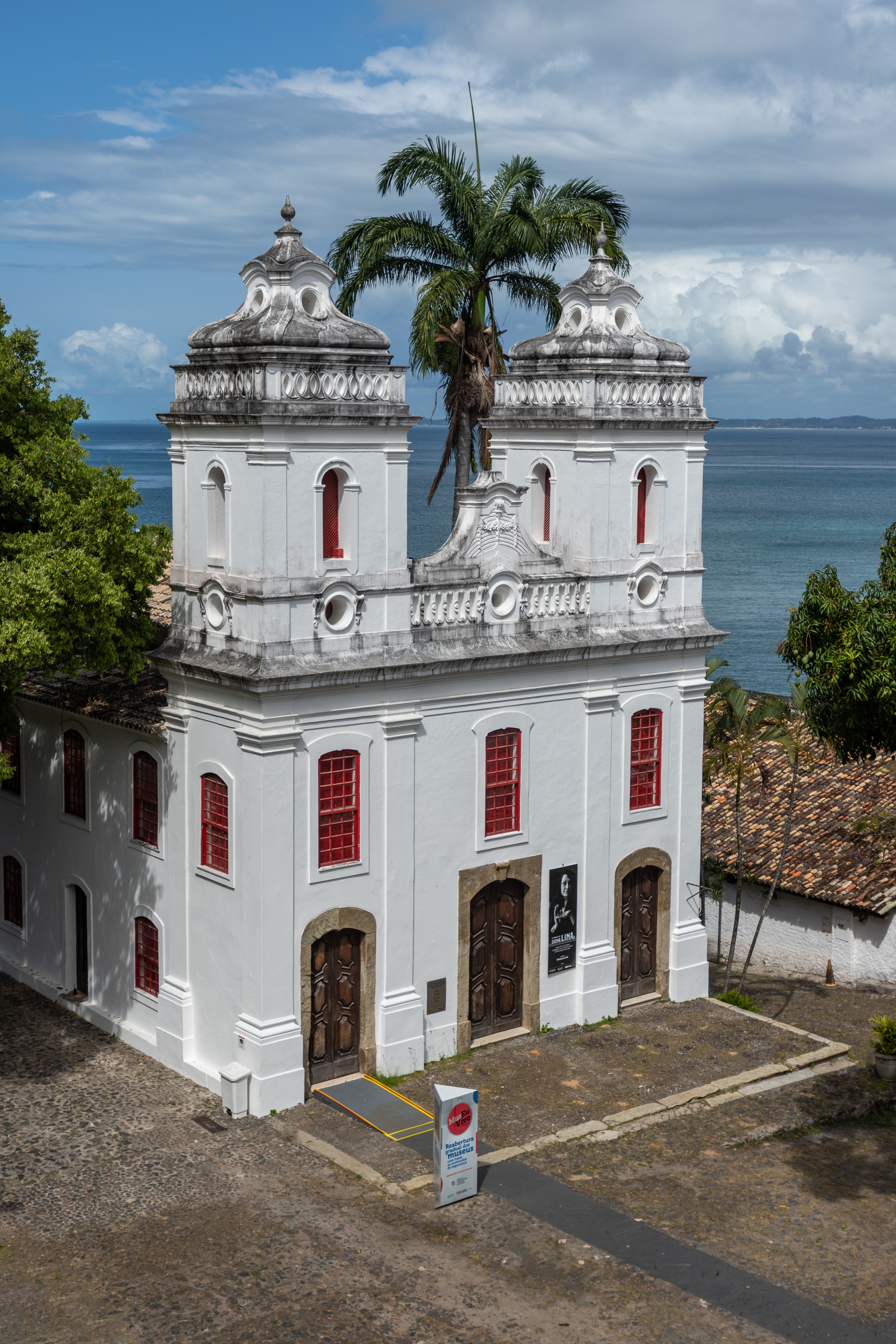
Cappella di Nostra Signora della Concezione Solar do Unhão Salvador Bahia

Per ciò che riguarda la religione, il Brasile è una nazione molto credente. Numerose sono le chiese e le basiliche nel centro di Salvador, per la precisione sono 365. Il 60% della popolazione è cristiana-cattolica, il 13% protestante, l'8% professa altre religioni e il 19% non ne pratica alcuna. A Salvador fu fondato il primo vescovato brasiliano, molti ordini religiosi come francescani e benedettini si sono affermati attraverso il mantenimento di ospedali per poveri e anziani e l'assistenza ai carcerati, grazie all'apertura di conventi. È fondamentale ricordare che la comunità africana possiede un culto detto "Candomblé". Questa è una religione sincretica, (il sincretismo è una fusione di diverse tendenze religiose o l'influenza esercitata da una religione nelle pratiche di un'altra) nata nel periodo della deportazione degli schiavi e della cosiddetta «tratta dei neri», trasferiti a forza nel XVI secolo.

A quell'epoca, agli schiavi era proibito seguire il loro credo, perciò celarono sotto le spoglie dei Santi Cattolici le loro Divinità, anche per allontanare i sospetti dei padroni, che ad un certo punto iniziarono a diffidare del comportamento degli schiavi, dimostrandosi prevenuti e anche intimoriti nei confronti di cerimonie che reputavano barbare e di pura stregoneria.

## Popolazione
Essendo stata crocevia di popoli, Salvador è piena di uomini di etnie diverse. La maggioranza degli abitanti è di origine africana, circa mezzo milione di origine europea, i rimanenti sono asiatici e amerindi. Nel 1870 Salvador contava 130 000 abitanti: grazie all'indipendenza, all'apertura al mercato e al debellamento di malattie oggi si contano più di quattro milioni di persone.

### Quilombo
I quilombo sono comunità disperse fondate da schiavi fuggiti dalle piantagioni in epoca coloniale, che si rifugiarono nelle foreste sopravvivendo nascosti. L'espansione di Salvador ha inglobato due di queste antiche comunità: Calabar, che prese il nome da un porto di schiavi dell'attuale Nigeria, e Liberdade, oggi quartiere con più di seicentomila abitanti perciò la più grande comunità afro-americana del continente.

## Cultura

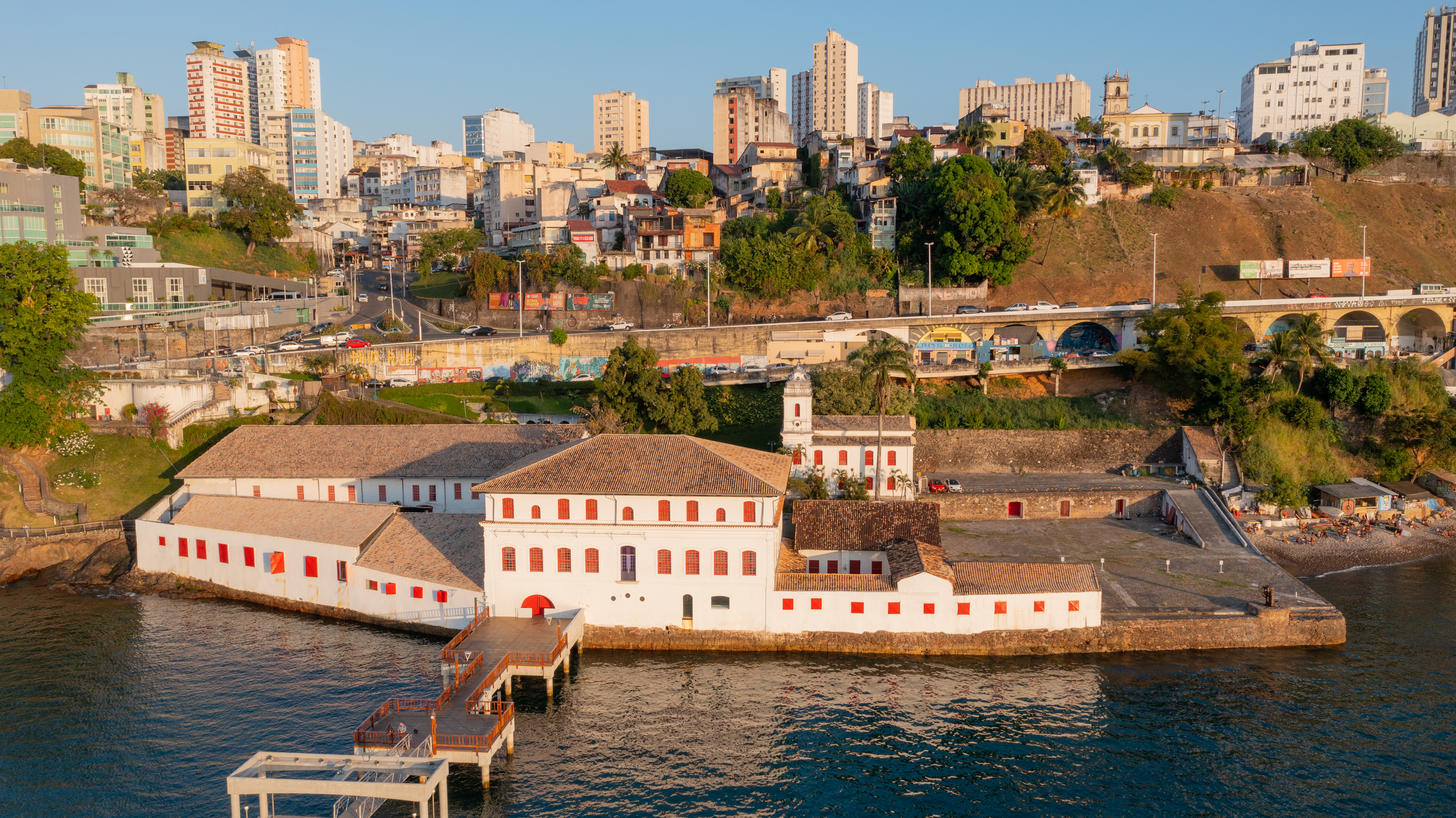
Museo d'Arte Moderna di Bahia - Solar do Unhão.
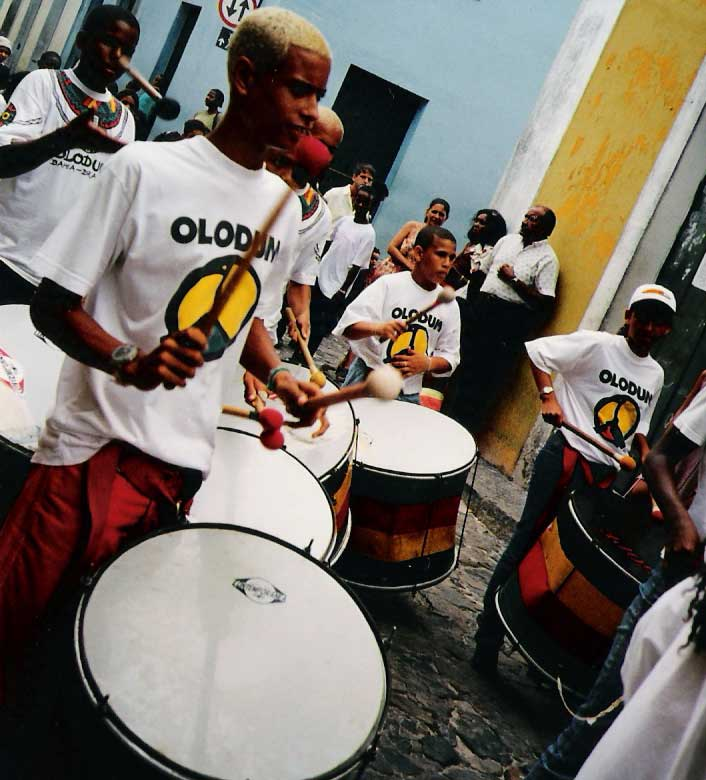
Foto di uno show del gruppo Olodum.
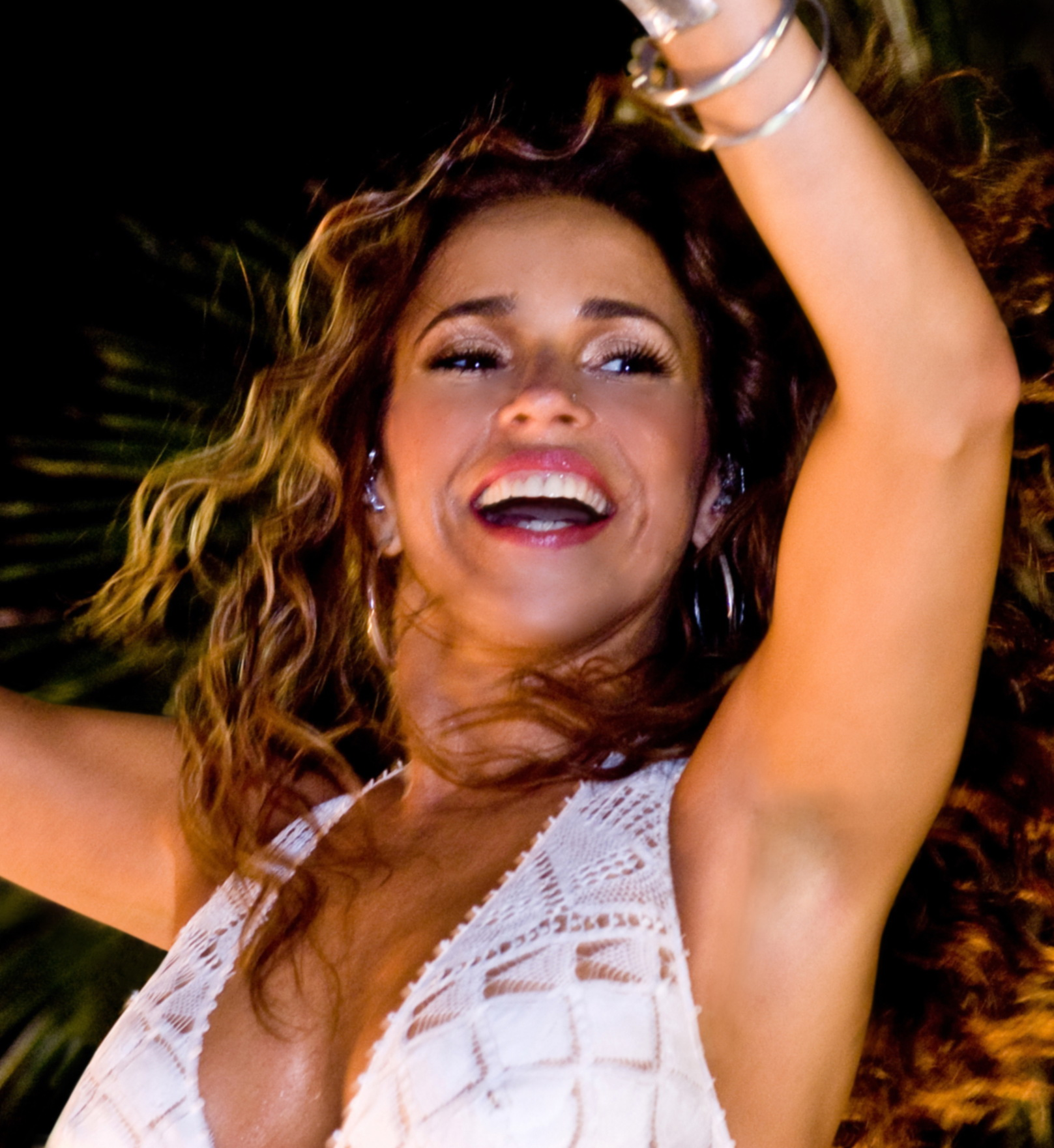
Con l'album O Canto da Cidade, Daniela Mercury (foto) ha contribuito ad aver reso popolare l'Axé al pubblico brasiliano.

La lingua parlata localmente è il portoghese brasiliano, influenzato dal dialetto baiano.
Nel folclore della città c'è il carnevale che si celebra per quasi una settimana intera; da tutto il mondo vengono quasi 800 000 spettatori per vedere questo impareggiabile evento. La polizia è molto all'erta in questo periodo per mantenere e garantire la sicurezza.
Diffusi sono i teatri e le biblioteche con libri tradotti in moltissime lingue diverse.
I trasporti sono efficienti: oltre ad avere il primo porto d'America è presente una metropolitana composta da 9 stazioni e collegata con le fermate dei bus. Per il primo è importante la circolazione di merci che ha reso importante la città grazie alla capacità d'importazione-esportazione; nel caso del secondo il collegamento veloce di parti della grande città molto lontane.
Lo sviluppo umano di Salvador varia da zona a zona: alcuni quartieri hanno un indice di sviluppo pari o superiore a quello di alcuni paesi scandinavi, ma altri, nelle zone periferiche o nelle numerose favelas, hanno un indice in linea con quello dell'Africa sub-sahariana.

### Istruzione
- Istituto federale di Bahia

## Economia

### Agricoltura
Il settore primario si è molto ridotto nel corso degli anni per via dello sviluppo del settore secondario. I principali prodotti sono grano e barbabietola da zucchero.

### Industria
Vicino a Salvador, recentemente, sono stati trovati giacimenti petroliferi e sono state fondate numerose industrie: metallurgiche-siderurgiche, ma anche manifatturiere (caratterizzate da oggetti rudimentali poco costosi come perline e conchiglie, oppure più costosi, con pietre preziose) e industrie legate ai mezzi di trasporto. Nel settore terziario, oltre al turismo, sono molto avanzate le conoscenze aerospaziali e i mezzi di trasporto pubblico sono piuttosto efficienti.

### Turismo

Marina - Parco delle sculture del Museo d'Arte Moderna di Bahia

La più grande risorsa di Salvador è il turismo culturale sul quale la città e il comune puntano molto. Si affaccia sull'Oceano Atlantico e ha rinomate spiagge lungo la costa, come Itapua, Pituba, Artisti e Porto da Barra, che attirano sia gli abitanti locali che i turisti, principalmente a causa della piacevole temperatura dell'acqua. Su quasi tutte le spiagge ci sono ristoranti tipici (beach bar), dove vengono solitamente preparati piatti di pesce assieme a varie bevande, in particolare birra servita molto fredda. Inoltre, sulle spiagge è possibile spesso trovare luoghi dove viene servito l'Acarajé, una frittella di fagioli fritta in olio di palma, prodotto tipico della cucina afro-brasiliana.

### Musei
- Fondazione casa-museo di Jorge Amado, in Largo do Pelourinho, 49 - 51
- Museu Nacional da Cultura Afro-Brasileira - Muncab, in Rua das Vassouras, 25
- Museu de Arte de Bahia, in Avenida Sete de Setembro, 2340
- Museo d'arte sacra, in Rua do Sodré, 28
- Solar do Unhão, in Avenida Lafayete Coutinho
- Museu Tempostal, in Rua Gregório de Matos, 33
- Museu de Arte Contemporânea da Bahia, in Rua da Graça, 284
- Museu Carlos e Margarida Costa Pinto, in Avenida Sete de Setembro, 2490
- Museu Geológico da Bahia, in Avenida Sete de Setembro, 2195
- Museu Náutico da Bahia - Farol da Barra, in Largo do Farol da Barra
- MAM - Museu de Arte Moderna da Bahia, in Avenida Lafayete Coutinho
- Museu de Energia - Centro de Eficiência Energética Neoenergia, in Praça Ramos de Queirós, 1
- Museu de Arqueologia e Etnologia da UFBA, in Largo Terreiro de Jesus
- Museu Eugenio Teixeira Leal, in Rua do Açouguinho, 1
- Museu da Gastronomia Baiana, in Largo do Pelourinho, 13/19
- Museu do Mar - Aleixo Belov, in Largo de Santo Antônio Além do Carmo, 2

## Amministrazione

### Gemellaggi
Salvador è gemellata con le seguenti città.
- Angra do Heroísmo  Portogallo (1985)
- Cascais  Portogallo (1985)
- Cotonou  Benin (1987)
- Harbin  Cina (2003)
- L'Avana  Cuba (1993)
- Lisbona  Portogallo (1995)
- Los Angeles  Stati Uniti (1962)
- Pontevedra  Spagna (1992)
- Sciacca  Italia (2001)
- Firenze  Italia (1991)